# Cécile Vassort
Cécile Vassort (nascida em 2 de junho de 1941) é uma atriz francesa. Ela atuou em 45 filmes entre 1963 e 2001.

## Filmografia selecionada
- L'Invitation (1973)
- Deux hommes dans la ville (1973)
- L'horloger de Saint-Paul (1974)
- Le malin plaisir (1975)
- Le juge et l'assassin (1976)
- La Dame aux camélias (1981)
- Capitaine Conan (1996)
- L'été meurtrier (1983)
- Un crime au paradis (2001)